# Nicaragua-Erntemaus
Die Nicaragua-Erntemaus (Reithrodontomys paradoxus) ist ein mit zwei disjunkten Populationen in Mittelamerika verbreitetes Nagetier in der Gattung der Erntemäuse. Die Art ähnelt im äußeren Erscheinungsbild der Kurznasen-Erntemaus und zählt zur etwa 10 Arten umfassenden Untergattung Aporodon.

## Merkmale
Diese mittelgroße Erntemaus wird ohne Schwanz etwa 72 mm lang, die Schwanzlänge beträgt 96 bis 101 mm, die Hinterfüße sind etwa 18 mm lang und die Länge der Ohren liegt bei 13 mm. Gewichtsangaben liegen nicht vor. In das gelbbraune Fell der Oberseite sind einige ockerfarbene Haare eingemischt, die an den Flanken dominieren. Die Grenze zur weißen Unterseite ist deutlich. Ein dunkler etwa keilförmiger Fleck auf den Füßen erreicht fast die Zehen. Verglichen mit der Kurznasen-Erntemaus ist die Schnauze etwas kürzer und der Schädel ist weniger abgeplattet.

## Verbreitung und Lebensweise
Eine Population lebt im südöstlichen Nicaragua, westlich des Nicaraguasees, und die andere im Nordwesten von Costa Rica. Die Tiere bewohnen das Hügelland bei 650 bis 750 Meter Höhe. Sie halten sich in laubabwerfenden Wäldern und in angrenzenden Kulturlandschaften auf.
Außer einer vermuteten nächtliche Aktivität ist nichts zur Lebensweise bekannt.

## Gefährdung
Wie stark das Vermögen zur Anpassung an Urbanisierungen ist, ist nicht bekannt. Die IUCN listet die Nicaragua-Erntemaus mit unzureichende Datenlage (data deficient).